# Issai Gassai Anata ni Ageru
Singles de V-u-den
Kurenai no Kisetsu
(2005) Aisu Cream to My Purin
(2006)
 Issai Gassai Anata ni Ageru  (一切合切 あなたに§あ・げ・る♪, Issai Gassai Anata ni §A-Ge-Ru♪) est le 6e single du groupe de J-pop V-u-den.

## Présentation
Le single, écrit et produit par Tsunku, sort le 10 mai 2006 au Japon sous le label Piccolo Town. Il atteint la 16e place du classement de l'Oricon. Il se vend à 10 782 exemplaires la première semaine et reste classé pendant trois semaines, pour un total de 13 286 exemplaires vendus durant cette période. Il sort également au format "Single V" (DVD contenant le clip vidéo) deux semaines plus tard, le 24 mai 2006.
La chanson-titre figurera d'abord sur la compilation annuelle du Hello! Project Petit Best 7 qui sort en fin d'année, puis sur la compilation du groupe, V-u-den Single Best 9 Vol.1 Omaketsuki de 2007. Le clip vidéo figurera sur les DVD Petit Best 7 DVD et V-u-den Single V Clips 2 ~Arigatō v-u-den Debut Kara no Daizenshū~ de 2008.
Interprètes
- Rika Ishikawa
- Erika Miyoshi
- Yui Okada

## Liste des titres
Toutes les chansons sont écrites et composées par Tsunku.
| 1. | Issai Gassai Anata ni Ageru (一切合切 あなたに∮あ·げ·る♪)                   | Shoichiro Hirata         | 4:28 |
| 2. | Kyō mo Mattemasu (キョウモマッテマス)                                       | Hideyuki "Daichi" Suzuki | 3:56 |
| 3. | Issai Gassai Anata ni Ageru (Instrumental) (一切合切 あなたに∮あ·げ·る♪...) | Shoichiro Hirata         | 4:27 |

| 1. | Issai Gassai Anata ni Ageru (一切合切 あなたに∮あ·げ·る♪)                      |  |
| 2. | Issai Gassai Anata ni Ageru (Dance Shot Ver.) (一切合切 あなたに∮あ·げ·る♪...) |  |
| 3. | Making Eizo (メイキング映像)                                                   |  |